# Hans Goderis

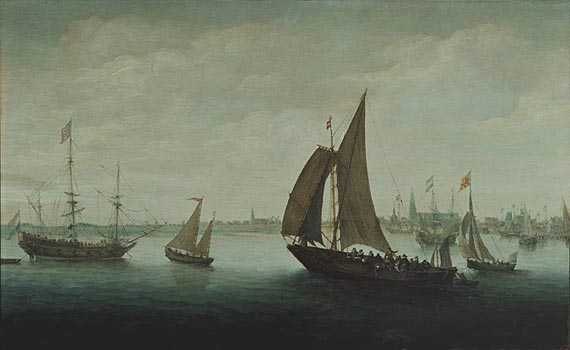

Hans Goderis (* um 1600; † vor 1643) war ein niederländischer Marinemaler.

## Leben
Goderis ist ein wenig bekannter Maler von Marinebildern. Er war Sohn von Joris Goderis und der Maurintgen Lybaerts. Seine Tätigkeit als Maler ist zwischen 1622 und 1638 in Haarlem nachweisbar. Seit 1623 war er Mitglied der dortigen Lukasgilde. Den Angaben zufolge war er recht vermögend, so dass aufgrund der wenigen ihm zugewiesenen Bilder angenommen wird, dass die Malerei eher eine Liebhaberei als ein Beruf gewesen ist. Dennoch muss er einen gewissen Ruf gehabt haben, denn bei einer 1632 durchgeführten Versteigerung von Bildern seiner Hand, die nicht näher beschrieben sind, verdiente er immerhin 671 Gulden. 1648 wird er von Schrevelius in dessen Harlemias erwähnt und als Schüler des Jan Porcellis bezeichnet.

## Ausgewählte Werke
- London, National Maritime Museum
  - Fischerboot mit gesenktem Segel am Ufer.
  - Holländische Boote auf stürmischer See.
- Rotterdam, Museum Boijmans Van Beuningen
  - Schiffe in einer Mündung.
- Tübingen, Sammlung Christoph Müller
  - Schiffe auf offener See.
- Amsterdam, Museum Geelvinck-Hinlopen Huis
  - Kriegsschiffe vor Pampus
- Unbekannter Besitz
  - Fischerboote nahe der Küste. (am 21. April 1982 bei Sotheby’s in London versteigert)
  - Boote bei stiller See vor Dordrecht. (am 12. April 1985 bei Christie’s in London versteigert)